# كلارك سميث
كلارك سميث (بالإنجليزية: Clark Smith)‏ هو سباح أمريكي، ولد في 17 أبريل 1995 في أتلانتا في الولايات المتحدة.

## روابط خارجية
- كلارك سميث على موقع الاتحاد الدولي للسباحة (الإنجليزية)
- كلارك سميث على موقع SwimRankings.net (الإنجليزية)
- كلارك سميث على موقع اللجنة الأولمبية الدولية (الإنجليزية)
- كلارك سميث على موقع أوليمبيديا (الإنجليزية)
- كلارك سميث على موقع اللجنة الأولمبية والبارالمبية الأمريكية (الإنجليزية)